# FK Jerv
El FK Jerv es un equipo de fútbol de Noruega que juega en la Segunda División de Noruega, la tercera liga de fútbol más importante del país.

## Historia
Fue fundado en el año 1921 en la ciudad de Grimstad con el nombre Vestergatens FK en alusión al nombre de la calle en la que fue fundado el club, pero pasó a denominarse Djerv. El nombre actual es de 1923.
Han sido un club amateur prácticamente toda su historia hasta que en la temporada 2014 consiguieron el ascenso a la 1. divisjon por primera vez en su historia tras ganar el grupo 1.
En 2021 ascendieron por primera vez en su historia a la Eliteserien (Primera División), coincidiendo con los 100 años del club.

## Palmarés
- Fair Play ligaen Grupo 1: 1

2014
- Segunda División de Noruega: 3

1948/49, 1954/55, 1957/58
- Tercera División de Noruega: 7

1982, 1996, 2000, 2001, 2009, 2011, 2013
- Cuarta División de Noruega: 1

1969, 1972, 1975